# Baywatch Berlin
Baywatch Berlin ist ein deutschsprachiger Podcast mit dem Entertainer Klaas Heufer-Umlauf, dem TV-Producer Jakob Lundt und dem Creative Producer Thomas Schmitt. Der Podcast erscheint seit dem 22. November 2019 via Web-Feed sowie auf gängigen Streaming-Plattformen wie Spotify, Amazon Music und YouTube. Baywatch Berlin wird von der Studio Bummens GmbH produziert, unterstützt von der Florida Entertainment.
Vom 26. März bis 18. Mai 2020 erschien Baywatch Berlin zusätzlich zur Online-Veröffentlichung auch zu unterschiedlichen Sendezeiten im Fernsehen bei ProSieben.

## Inhalt
Inhaltlich verfolgen die einzelnen Folgen des Podcasts kein einheitliches Schema. Die drei Podcaster berichten über verschiedene Themen aus ihrem Alltag, wobei der berufliche Alltag präsenter ist als das Privatleben. Häufig weihen sie die Zuschauer auch über Erlebnisse aus der Drehzeit der Shows Duell um die Welt, Joko & Klaas gegen ProSieben, Circus HalliGalli oder Late Night Berlin ein, die sich bei Dreh, Produktion und Planung der Fernsehshows abgespielt haben, da alle drei an der Produktion der Shows in unterschiedlichen Funktionen mitgewirkt haben. Abgeschlossen werden die Folgen mit der Abschiedsformel „Alles Liebe, alles Gute. Danke, Ende“.

## Rubriken
Im Laufe der Zeit wurden immer wieder neue Rubriken im Podcast eingeführt, die ohne regelmäßiges Schema immer wieder in einzelnen Folgen auftauchen, unter anderem:
- Thomas' Technikecke[7]
- Fragen an den Prominenten[8]
- Das hat mich bewegt[9]
- Das schöne Leben, by Jakob Lundt
- Der Genuss, by Jakob Lundt
- Darüber will ich nicht reden
- Peinlich, wenn ihr das nicht wisst[10]
- Schmittis Daddelklause[11]
- Lassen Sie das! (Die 10 No-Gos in unserem Alltag)[12]
- Haushaltstipp von Jakob[13]
- Eins kleines Beispiel aus mein Kindheit[13]
- Worte, die verboten gehören[13]
- Baywatch Berlin Checkerfrage
- Wörters, die verboten gehörn
- Neues vom Sex-Schamanen[14]

## Auszeichnungen
Baywatch Berlin wurde im Oktober 2020 neben Fest & Flauschig und Gemischtes Hack für den Deutschen Comedypreis in der Kategorie Bester Comedy-Podcaster nominiert, musste sich jedoch Gemischtes Hack geschlagen geben.

## Sonderfolgen
Seit Veröffentlichung der ersten Folge wurden bereits mehrere Sonderfolgen des Podcasts produziert, die entweder unter besonderem Motto standen oder nicht wie üblich im Studio aufgenommen wurden. Während des Sommers 2020 wurde unter dem Titel „Baywatch Berlin – Summer Breeze“ eine ganze Reihe an Sonderfolgen veröffentlicht, die ein sommerliches Urlaubsgefühl vermitteln sollten. Die Sonderreihe startete am 10. Juli und endete am 14. August 2020 mit einer Folge, die die drei in einem Schlauchboot auf der Spree aufnahmen. Die „Summer Breeze“-Sonderfolgen ersetzen seitdem jährlich einige reguläre Episoden im ungefähren Zeitraum zwischen Juni und August und zeichnen sich besonders durch eine Art Hörspiel zum Beginn jeder Folge aus. Die Folgen dieser Reihe werden nicht mit dem normalen Titelbild des Podcasts veröffentlicht, sondern mit einem sommerlichen, von Zuhörern kreierten, Cover.
Eine weitere Sonderfolge wurde am 5. Oktober 2020 während des Besuchs des Deutschen Comedypreises aufgenommen. Am 22. Oktober 2021 erschien eine Sonderfolge mit Timon Krause.
Zum einjährigen Bestehen des Podcasts erschien am 20. November 2020 eine Sonderfolge mit Thomas Gottschalk als Gast.
Anlässlich der hundertsten Folge wurde in der Woche vom 29. November bis 3. Dezember 2021 jeden Tag eine Folge mit einer Dauer von etwa 30 bis 60 Minuten veröffentlicht. Die letzte Folge in dieser Woche ist nur sechs Minuten lang. Darin liest Heufer-Umlauf einen Bericht eines Krankenpflegers über die Arbeit an einem Coronapatienten vor, um zur Corona-Impfung zu motivieren.
Anlässlich der „Baywatch Berlin Pizza“ wurden mehrere kurze Einzelfolgen produziert, die über einen QR-Code auf dem Pizzakarton abgerufen werden können.
Am 3. November 2023 erschien die 200. Folge, bei der Moderator Günther Jauch zu Gast war.
Anlässlich des fünfjährigen Jubiläums des Podcasts war am 22. November 2024 Barbara Schöneberger als Gast eingeladen.
Außerhalb des regulären Rhythmus erschien am Sonntag, den 15. September 2024 die Folge „Von Katzen und Menschen“. In der 24-minütigen Folge sprechen Schmitt und Heufer-Umlauf über die beiden neu bei Heufer-Umlauf eingezogenen Katzen.